# ヘルスケア&メディカル投資法人
ヘルスケア&メディカル投資法人（ヘルスケアアンドメディカルとうしほうじん）は、東京都千代田区に本部を置く投資法人、東証上場のJ-REIT。

## 概要
シップヘルスケアホールディングス、NECキャピタルソリューション、三井住友銀行が主要スポンサーであり、資産運用会社は主要スポンサー、三井住友ファイナンス&リース及びSMBC日興証券が出資する「ヘルスケアアセットマネジメント株式会社」である。
投資対象はヘルスケア施設であり、主に高齢者向け施設・住宅（有料老人ホーム、サービス付き高齢者向け住宅、認知症高齢者グループホーム、その他高齢者向け施設・住宅）及び医療関連施設等（病院等）に投資する。
日本で2番目に上場したヘルスケアリートであり、2020年以降、日本唯一のヘルスケアリートである（ヘルスケアリートは3投資法人あったが、日本ヘルスケア投資法人は2020年に日本賃貸住宅投資法人に吸収合併され、ジャパン・シニアリビング投資法人は2018年にケネディクス・レジデンシャル投資法人に吸収合併された）。
2017年11月10日、J-REITとして初めて病院不動産を取得した（新潟リハビリテーション病院）。

## 沿革
- 2014年（平成26年）12月9日 - 本投資法人の設立
- 2014年（平成26年）12月22日 - 投信法第189条に基づく登録（登録番号 関東財務局長 第99号）
- 2015年（平成27年）3月19日 - 東京証券取引所に上場
- 2015年（平成27年）12月1日 - 所在地を東京都千代田区大手町2丁目6番2号から東京都千代田区神田小川町3丁目3番地に変更[2]

## ポートフォリオ
2024年2月1日現在で取得物件数53物件、取得価格合計81,630百万円である。
オペレータ
組入物件のオペレータ（施設の運営者）は以下の通り。
- グリーンライフ（シップヘルスケアホールディングス実質100%子会社）
- ベネッセスタイルケア（ベネッセホールディングス100%子会社）
- アズパートナーズ
- SOMPOケア（SOMPOホールディングス100%子会社）
- さわやか倶楽部
- JAPANライフデザイン
- 愛広会
- プラウドライフ（ソニー・ライフケア100%子会社：ソニーグループ及びソニーフィナンシャルホールディングスの実質100%子会社）
- ベルジ
- 川島コーポレーション（サニーライフ）
- ニチイケアパレス（ニチイ学館100%子会社）
- 協和会